# Bärbel Dieckmann (Künstlerin)
Bärbel Dieckmann (* 1961 in Bielefeld) ist eine deutsche Künstlerin und Bildhauerin. Sie verwendet für ihre Werke bevorzugt die Materialien Gips, Terrakotta, Bronze, Stein und Beton.

## Leben
Nach ihrem Abitur studierte sie an der Fachhochschule Bielefeld Visuelle Kommunikation und erlangte ein Diplom in den Fächern Illustration und Bildhauerei. Sie wurde Assistentin ihres Lehrers Richard Heß. Ihre Vorbilder sind Marino Marini, Germaine Richier, und Henri Laurens.
Von 1991 bis 1994 unterrichtete sie als Dozentin für Steinmetze und Steinbildhauer an der Meisterschule Kaiserslautern. In dieser Zeit bekam sie ihren ersten Auftrag für drei Großskulpturen vor dem Kreishaus Bad Schwalbach und wechselte nach Berlin. Dort lernte sie Waldemar Grzimek und Wieland Förster kennen.
Bärbel Dieckmann ist die Schwester von Jochen Dieckmann. Sie lebt und arbeitet in Berlin.

## Werke

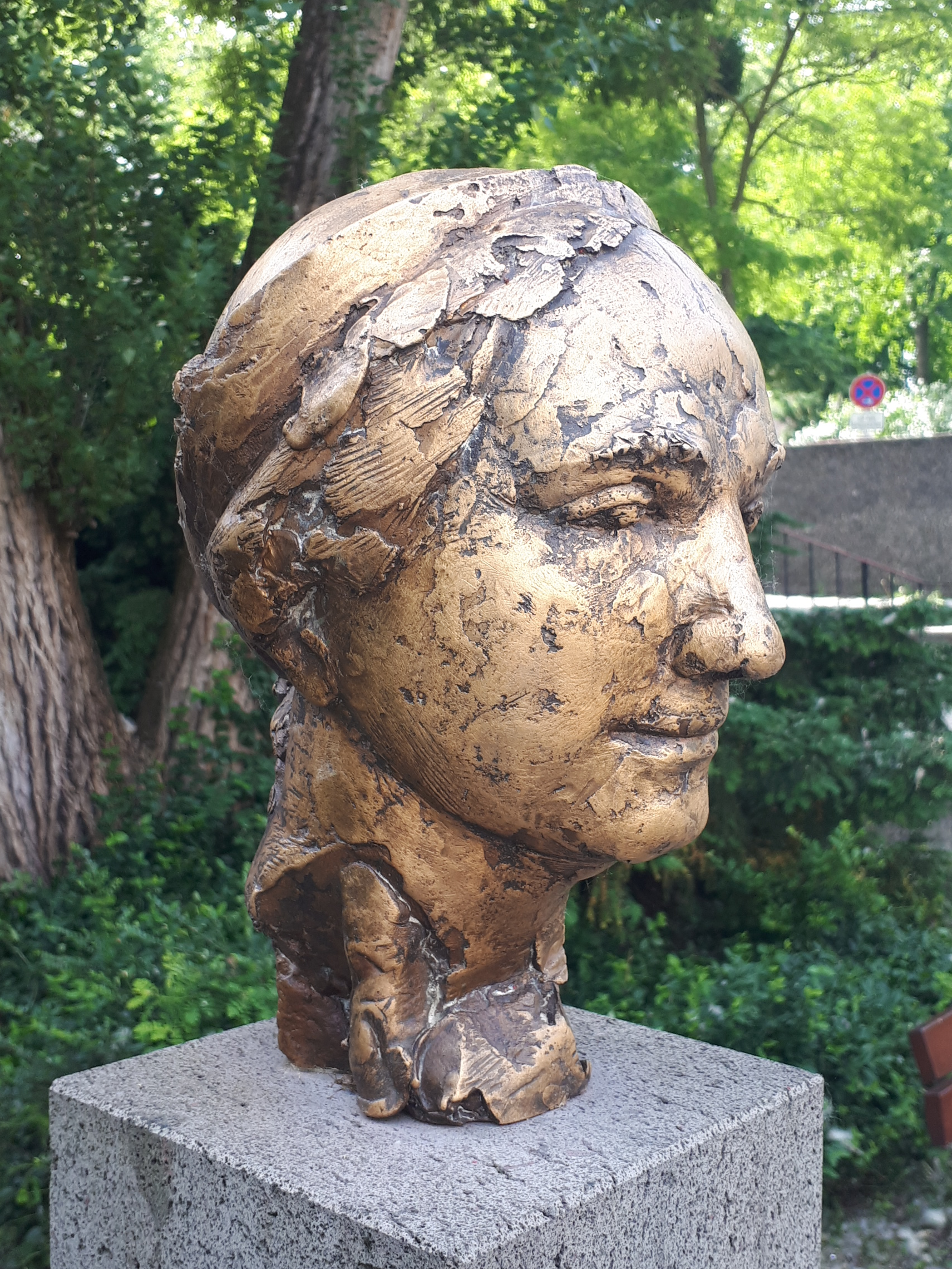
Bronzedenkmal „Luise Büchner“ in der Darmstädter Döngesborngasse

Bärbel Dieckmanns Hauptthema ist der Mensch. Sie schuf zahlreiche Porträts, unter anderem von Charles Darwin, Georg Büchner, dessen Schwester Luise Büchner, Justus von Liebig, Christoph Lichtenberg, Ernst Elias Niebergall und der Frauenrechtlerin Agnes von Zahn-Harnack.
Über ihre Aktfiguren hinaus arbeitet sie zu verschiedenen Themen der griechischen Mythologie und europäischer Religion. Ein erheblicher Teil ihres Werkes setzt sich mit dem Thema Minotaurus auseinander. Sie bezieht sich auf Quellen der griechischen und römischen Dichtung, wie der Odyssee von Homer oder den Metamorphosen von Ovid.
Andere Themen sind die Darstellungen von Tieren, Mischwesen von Mensch und Tier, Stillleben und Architektur.
Bärbel Dieckmann arbeitet in Gips, Terracotta, Bronze, Stein und Beton, seit 2021 auch mit dem Computer. Die so entstanden Skulpturen lässt sie im Wachsausschmelzverfahren in Bronze oder anderen Metallen gießen. Die Patinierung der Bronzeskulpturen übernimmt sie oft selbst.
Sie ist Mitglied der Darmstädter Sezession und des BBK Berlin.
Dieckmann stellte in Deutschland, Ungarn, Monaco, Frankreich, Italien, Österreich und den U.S.A. und China aus. Im öffentlichen Raum stehen einige ihrer Werke, die größte Bronzeskulptur steht in Blomberg an der B1 und ist 4,50 Meter hoch und wurde aus 24 Gussteilen zusammengefügt. Zurzeit hat sie einen den Auftrag, das offizielle Porträt des Bundespräsidenten a. D. Joachim Gauck zu modellieren.

## Auszeichnungen und Werke im öffentlichen Besitz
- 1990: 1. Preis beim Wettbewerb der Stadt Wesel.
- 1993: dreifacher 1. Preis beim Wettbewerb für Kunst am Bau
- 1994: Gustav-Weidanz-Preis für Plastik der Burg Giebichenstein Kunsthochschule Halle
- 1994: Förderpreis der Darmstädter Sezession für Plastik und Aufnahme in die Darmstädter Sezession
- 2000: Mantelteilung – Burggarten der Burg Blomberg, Lippe
- 2002: Greek Woman – Deutsche Botschaft in Manama, Bahrein
- 2002: Christus – Christuskapelle, Burg Blomberg, Lippe
- 2007: Porträt Agnes von Zahn-Harnack – Stadt Gießen
- 2008: Sitzende, Träumende – Bundesministerium der Finanzen, Berlin
- 2008: Ikaros und Minotauros – Medaillen im Besitz des Bode-Museums, Berlin
- 2010: Charles Darwin, Albrecht von Haller, Carl von Linné, Carl Vogt, Ernst Haeckel – Botanischer Garten, Gießen
- 2012: Blomberger Kreisel – 5,80 m hohe Skulptur auf der Verkehrsinsel der Bundesstraße 1, Blomberg
- 2013: Badende – Pforzheim
- 2019: Porträt Luise Büchner – Darmstadt
- 2022: Offizielles Porträt Joachim Gauck, Bundespräsident a. D. der Bundesrepublik Deutschland – Bundespräsidialamt Berlin

## Einzelausstellungen
- 1988: Galerie in der Remise, Schloß Feldkirch, Hartheim/Bad Krozingen
- 1990: Studio 51, Frankfurter Aufbau AG, Frankfurt
- 1994: Skulpturen und Zeichnungen, Staatliche Galerie Moritzburg, Halle (Gustav-Weidanz-Preis für Plastik)
- 1995:
  - Galerie Fischinger, Stuttgart
  - Marwan (Malerei), Bärbel Dieckmann (Plastik), Galerie Studio R, Mannheim
- 1996: Bärbel Dieckmann, Skulpturen, Museum der Stadt Eschborn
- 1998/1999: Sculptures, Art International Asheville, North Carolina, USA
- 1999: Christopher Lehmpfuhl (Malerei), Bärbel Dieckmann (Plastik), Galerie Netuschil, Darmstadt
- 2000: XVI FIGO World Congress for Gynecology and Obstetrics (Stand der Firma Schering), Washington, D.C., USA
- 2001: Schloß Rheinhardtshausen, Schloßpark, Erbach im Rheingau
- 2002:
  - CDU-Fraktion, Landtag Nordrhein-Westfalen, Düsseldorf
  - Abgusssammlung antiker Plastik, Berlin-Charlottenburg
  - Art on the Schering Symposium, 3rd European Esbjerg Consensus, Monte Carlo Grand Hotel, Monaco
- 2003:
  - Deutsches Herzzentrum Berlin, Berlin
  - Bankhaus Lampe, Bielefeld
- 2004: Deutsches Apothekerhaus, Berlin
- 2005: Kongresszentrum Petersberg, Königswinter
  - Kassenärztliche Bundesvereinigung, Berlin
- 2006: METAV Messe München bei Toyoda Mitsui
- 2007/2008: Bundesministerium der Finanzen, Berlin
- 2008: Maritim proArte, Berlin
- 2009:
  - Schlosshotel Bühlerhöhe, Bühl/Baden-Baden
  - Bankhaus Merck Finck & Co., Taubenstraße, Berlin (2009–2010)
- 2010:
  - Arbeiten von Bärbel Dieckmann, Robert-Koepke-Haus, Schieder-Schwalenberg
  - Oberhessisches Museum, Giessen
- 2013: Die Rückkehr des Minotaurus, Museum Neukölln, Berlin
- 2014: Bärbel Dieckmann – Expressive Realist Sculptress, Eight Art Hotel Shanghai, China
- 2015: Madeleine Coffaro (Fotografien), Bärbel Dieckmann (Skulpturen), Menschenbilder, Chinesisches Kulturzentrum Berlin
- 2016: Das Mädchen und der Minotaurus, Torhäuser Burggarten, Rothenburg ob der Tauber
- 2017:
  - Bärbel Dieckmann, Skulpturen, Galerie Koch, Hannover
  - Spiegelungen – Palimpseste (Henri Deparade, Malerei; Bärbel Dieckmann, Skulpturen), Galerie Artfein, Berlin
  - Loudoun Valley Manor, Waterford, Virginia, USA
- 2019: FIGURRAUM 1, Skulpturen von Bärbel Dieckmann, privateoffice berlin
- 2020: Kunstraum am Hackeschen Markt, Kleinskulpturen in Bronze und Terrakotta, Berlin
- 2022: KunstwerkBerlin, Bärbel Dieckmann and Thomas Träder, Berlin
- 2023: Abraham Einrichtungen, Potsdam[3]